# 潘基夫齊 (利維夫州)
49°57′8″N 25°16′2″E / 49.95222°N 25.26722°E
潘基夫齊（烏克蘭語：Паньківці），是烏克蘭西部的村莊，隸屬利維夫州的佐洛奇夫區。該村始建於800年，面積0.31平方公里，海拔高度228米，2022年人口55，人口密度每平方公里281.97人。